# Адамс (округ, Айдахо)
Шаблон:StateAbbr_ 44°54′ пн. ш. 116°27′ зх. д. / 44.9° пн. ш. 116.45° зх. д.
Округ  Адамс (англ. Adams County) — округ (графство) у штаті  Айдахо, США. Ідентифікатор округу 16003.

## Історія
Округ утворений 1911 року.

## Демографія
За даними перепису 
2000 року 
загальне населення округу становило 3476 осіб, усе сільське.
Серед мешканців округу чоловіків було 1784, а жінок — 1692. В окрузі було 1421 домогосподарство, 1031 родин, які мешкали в 1982 будинках.
Середній розмір родини становив 2,83.
Віковий розподіл населення поданий у таблиці:
| Стать    | До 15 років | 15-21 | 22-29 | 30-39 | 40-49 | 50-65 | 65-85 | Понад 85 |
| -------- | ----------- | ----- | ----- | ----- | ----- | ----- | ----- | -------- |
| Чоловіки | 362         | 147   | 72    | 181   | 305   | 430   | 268   | 19       |
| Жінки    | 299         | 135   | 84    | 202   | 302   | 396   | 236   | 38       |

## Суміжні округи
- Айдахо — північ
- Веллі — схід
- Джем — південний схід
- Вашингтон — південь
- Бейкер, Орегон — південний захід
- Валлова, Орегон — північний захід

## Виноски
1. ↑  (unspecified title) — Москва: ВИНИТИ РАН, 1964. — С. 39. — 235 с.
2. ↑  US Decennial Census. US Census Bureau. Архів оригіналу за 26 квітня 2015. Процитовано 28 червня 2014.
3. ↑  Historical Census Browser. University of Virginia Library. Архів оригіналу за 11 серпня 2012. Процитовано 28 червня 2014.
4. ↑  Population of Counties by Decennial Census: 1900 to 1990. US Census Bureau. Архів оригіналу за 30 жовтня 2014. Процитовано 28 червня 2014.
5. ↑  Census 2000 PHC-T-4. Ranking Tables for Counties: 1990 and 2000 (PDF). US Census Bureau. Архів оригіналу (PDF) за 18 грудня 2014. Процитовано 28 червня 2014.
6. ↑  State & County QuickFacts. US Census Bureau. Архів оригіналу за 17 липня 2011. Процитовано 28 червня 2014. [Архівовано 2011-07-17 у Wayback Machine.](англ.) Наведено за англійською вікіпедією.
7. ↑  American FactFinder. Бюро перепису населення США. Архів оригіналу за 26 лютого 2012. Процитовано 31 січня 2008. [Архівовано 2008-05-21 у Wayback Machine.]

| США | Це незавершена стаття з географії США. Ви можете допомогти проєкту, виправивши або дописавши її. |